# 先吉列伊區

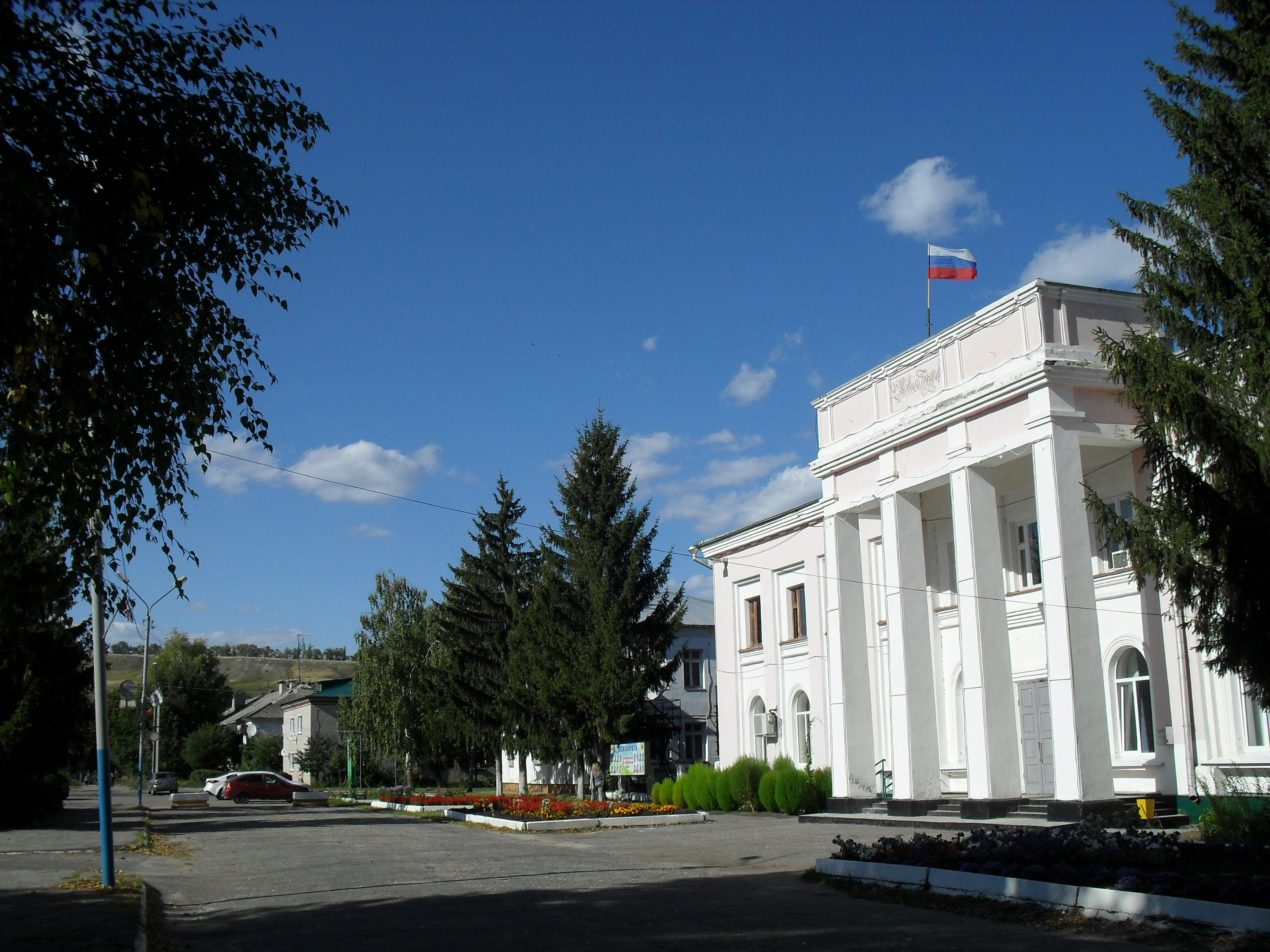

53°58′N 48°48′E / 53.967°N 48.800°E
先吉列伊區（俄语：Сенгилеевский район），是俄羅斯的一個區，位於該國西南部，由烏里揚諾夫斯克州負責管轄，面積1,349平方公里，2010年人口23,260，人口密度每平方公里17.24人。